# Augusto Tocci
Augusto Verando Tocci (Badia Tedalda, 14 dicembre 1946) è un agronomo, botanico, divulgatore scientifico e studioso di gastronomia storica italiano.
Laureato in scienze forestali, ha curato numerose pubblicazioni e trasmissioni televisive, in particolare riguardo alla cucina naturale.
Fin dagli anni ottanta conduce una rubrica di cucina con i prodotti del bosco su Linea verde. Delle stesse tematiche ha trattato come ospite fisso in alcune edizioni di Unomattina e Unomattina estate.
È stato direttore incaricato dell'Istituto Sperimentale per la selvicoltura di Arezzo.

## Pubblicazioni (parziale)
- Augusto Tocci, Dal bosco alla tavola, Zapping, Rai Eri, 2009, ISBN 978-88-397-1474-9.
- Augusto Tocci, Alex Revelli Sorini; Susanna Cutini, Tacuinum rinascimentale. Itinerario di trionfi gastronomici, Ali&No, 2005, ISBN 88-87594-61-9.
- Augusto Tocci, Alex Revelli Sorini, Tacuinum etrusco. Itinerario d'archeologia gastronomica, Ali&No, 2004, ISBN 88-87594-46-5.
- Augusto Tocci, Tartufo. Il profumo del piacere, Nettare&Ambrosia, Ali&No, 2004, ISBN 88-87594-27-9.
- Augusto Tocci, Alex Revelli Sorini, Tacuinum medioevale. Itinerario gastronomico nella storia, Ali&No, 2003, ISBN 88-87594-18-X.
- Augusto Tocci, Maria Teresa Tocci, Selviturismo, Capitani, 2000, ISBN 88-87047-08-1.
- Augusto Tocci, Dall'orto, al bosco alla tavola: itinerario gastronomico e non, Compagnia delle Foreste, 1999.
- Fulvio Ducci, Augusto Tocci, Gli arboreti sperimentali di Vallombrosa, Roma, Ministero dell'Agricoltura e delle Foreste, 1991.